# Papirus Oxyrhynchus 2435

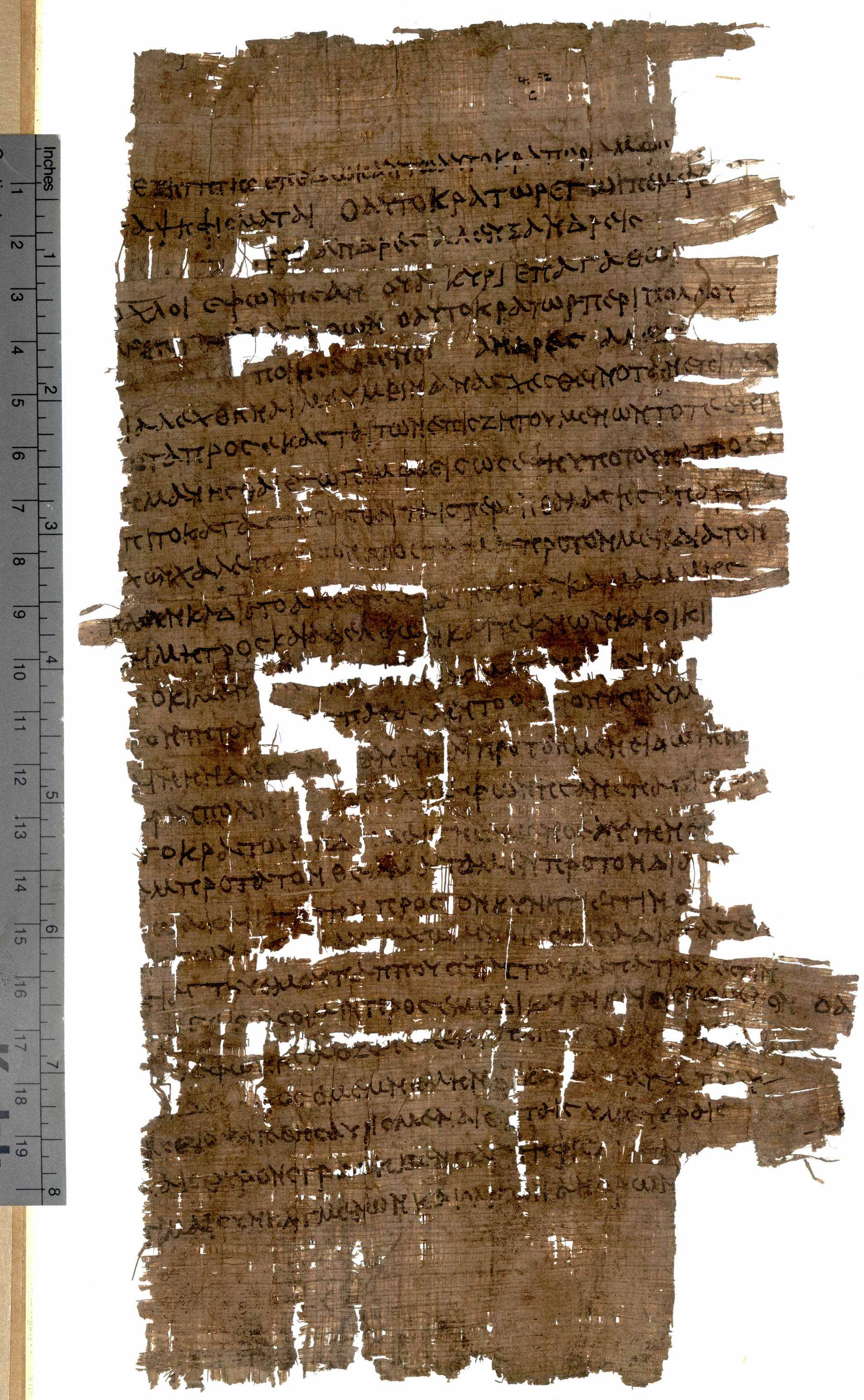
Papirus Oxyrhynchus 2435, strona recto

Papirus Oxyrhynchus 2435 oznaczany jako P.Oxy.XXV 2435 – rękopis zawierający przypuszczalnie fragment Acta Alexandrinorum (Kroniki aleksandryjskiej) napisany w języku greckim przez nieznanego autora. Papirus ten został odkryty przez Bernarda Grenfella i Arthura Hunta w 1897 roku w Oksyrynchos.
P.Oxy.XXV 2435 na stronie recto zawiera przemówienie skierowane do obywateli Aleksandrii przez cesarskiego gościa, którego można zidentyfikować jako Germanika, bratanka Tyberiusza, prawdopodobnie z 18 lub 19 roku n.e. Ponieważ dokument został napisany na wpół wprawioną ręką może to wskazywać, że jest to bardziej kopia sporządzona dla celów propagandowych lub część kroniki niż oryginalny dokument.
Na stronie verso znajduje się napisana później prawdopodobnie przez tego samego pisarza kopia protokołu z audiencji wydanej przez cesarza Augusta w Rzymie dla ambasadorów z Aleksandrii. Audiencja ta miała miejsce prawdopodobnie w okresie od stycznia do sierpnia, 13 roku n.e.
Rękopis został napisany w początkach I wieku n.e. Manuskrypt został napisany na papirusie, w formie zwoju. Rozmiary zachowanego fragmentu wynoszą 14,5 na 26 cm. Tekst został opublikowany przez Erica Gardnera Turnera w 1959 roku. Rękopis jest przechowywany w Papyrology Rooms, Sackler Library w Oksfordzie (P.Oxy.XXV 2435).